# Théâtre de Gennevilliers
Le Théâtre de Gennevilliers (T2G), souvent nommé T2G Théâtre de Gennevilliers (avec ou sans tiret), est un centre dramatique national emblématique situé 41, avenue des Grésillons à Gennevilliers dans les Hauts-de-Seine.
Il est dirigé collégialement depuis le 1er janvier 2017 par le metteur en scène et scénographe Daniel Jeanneteau, accompagné de Juliette Wagman et Frédérique Ehrmann.

## Présentation

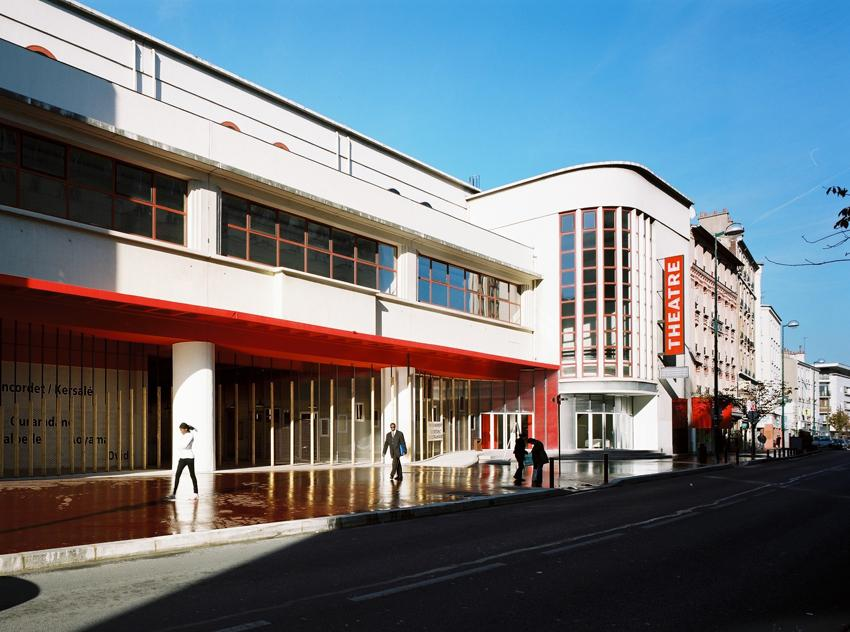
Le T2G Théâtre de Gennevilliers en 2017.

Établissement de référence des écritures contemporaines, le Théâtre de Gennevilliers accueille et produit depuis sa création des artistes majeurs de la scène française et internationale. Les plus grandes actrices et acteurs, metteurs en scène mais aussi cinéastes et artistes de la fin du XXe siècle et du début du XXIe siècle s'y sont notamment croisés : Jean Vilar, Maria Casarès, Jeanne Moreau, Stéphane Braunschweig, Sandrine Bonnaire, Oriza Hirata, Stanislas Nordey, Philippe Quesne, Anne Teresa De Keersmaeker, Joël Pommerat, Gisèle Vienne, Olivier Assayas, Bertrand Bonello, Joachim Lafosse, Christophe Honoré, Adèle Haenel, Mohamed Bourouissa…
En 2007, Pascal Rambert succède à Bernard Sobel à la direction de l'établissement, qui devient alors un centre dramatique national de création contemporaine. Nommé directeur le 27 juin 2016, Daniel Jeanneteau prend la suite de Pascal Rambert le 1er janvier 2017 ; la direction devient collégiale.
Le projet actuel pense le théâtre comme un lieu de vie permanent, où la rencontre entre artistes et publics est au cœur du travail de création, ouvert à toutes les pratiques : théâtre, danse, arts visuels, arts performatifs, etc. Haut-lieu de la création théâtrale contemporaine d'Île-de-France, il possède 4 plateaux dont 2 espaces de répétition, ainsi qu'un toit-terrasse d'environ 2 000 m2 avec un jardin potager fournissant le restaurant(une cantine gastronomique populaire). La hauteur sous grill de son plateau principal figure parmi les plus hautes de France.

## Histoire

### Projet de territoire et prémisses du théâtre
À la fin du XIXe siècle le territoire de Gennevilliers, jusque-là essentiellement consacré au maraîchage, connaît une croissance rapide de sa population due à l’essor des activités industrielles. Le quartier des Grésillons, site sur lequel est implanté le théâtre aujourd'hui, est occupé par une population défavorisée et manque cruellement d’équipements publics. En 1930, la municipalité décide d’y créer une halle de marché, inaugurée en 1936, et une salle des fêtes, inaugurée en 1938. Ces premières réalisations importantes sont l’un des points de départ décisifs des activités culturelles et artistiques publiques de la ville de Gennevilliers.
Voté par la mandature du maire Étienne Douzet, le projet global prend une dimension plus emblématique avec l’arrivée au pouvoir, en 1934, de la municipalité communiste menée par Jean Grandel. Il s’agit de proposer, parallèlement à la vie du travail, les équipements et les structures nécessaires à la vie sociale et culturelle. Ce sont les débuts de ce que l'on appelle la « ceinture rouge » parisienne (en référence au communisme), où Gennevilliers rejoint Bagnolet, Clichy, Malakoff, Saint-Denis et Aubervilliers.
On doit à l’architecte Louis Brossard la conception globale du complexe dans lequel se trouve le théâtre aujourd’hui. Le chantier démarre en 1934 par la halle du marché et s’achève en 1938 avec l’inauguration de la salle des fêtes. Les deux ouvrages comptent parmi les plus grands d’Europe dans leurs catégories respectives. La halle d’un hectare est en ciment armé, inspirée des anciens hangars à zeppelins, avec un sous-sol et un rez-de-chaussée surélevé, deux étages et une terrasse. Par-dessus l’entrée de cette infrastructure d’allure futuriste est enchâssée la salle des fêtes, d’une capacité de mille cinq cents places. Son dessin et ses finitions sont confiés à l’architecte George Auzolle, qui reprend la direction des travaux pour cette partie de l’ouvrage et lui donne ses dimensions actuelles. Le bâtiment comprend alors déjà les deux rotondes vitrées et d’imposants escaliers, dont l’un est encore visible aujourd’hui, permettant l’accès aux salles situées à l’étage.
La halle accueille le marché hebdomadaire, désengorgeant ainsi l’avenue des Grésillons et la place Voltaire où il se trouvait auparavant. Mais elle sert aussi de lieu d’accueil pour des manifestations diverses. Après la Libération, plusieurs expositions industrielles, avoisinant les dix-mille visiteurs, s’y tiennent, dont la première dès septembre 1945. Meetings et réunions syndicales se succèdent et alternent avec des pièces de théâtre amateur et professionnel, des expositions temporaires, des manifestations sportives – plusieurs matchs de boxe mémorables y sont disputés – ou encore des opéras – on y donne Tosca et Carmen devant des salles combles.
Dans la première décennie d’après-guerre, l’histoire de la ville de Gennevilliers croise à trois reprises celle du Théâtre national populaire (TNP) de Jean Vilar. La salle des fêtes des Grésillons accueille une première fois la troupe de Jean Vilar du 3 au 17 février 1952. Le TNP renouvellera l’expérience, sur des durées plus courtes, pour présenter, en 1954, Le Prince de Hombourg de Kleist et Dom Juan de Molière, puis en 1956, Macbeth de Shakespeare, et à nouveau un classique de Molière, L'Avare. Dans ces spectacles, on a pu voir à Gennevilliers jouer les comédiennes et comédiens Maria Casarès, Gérard Philipe, Jeanne Moreau, Philippe Noiret, Charles Denner… 

### De l'ensemble théâtral au centre dramatique national

#### L'impulsion de Bernard Sobel
En 1963, Bernard Sobel arrive à Gennevilliers soutenu par la municipalité de l'époque et installe sa troupe de théâtre fondée en 1964 à partir d'un collectif amateur. La troupe donne son premier spectacle professionnel en 1970 (Homme pour homme de Bertolt Brecht) dans ce qui est alors la « Salle des Grésillons ». C’est la naissance de l’Ensemble théâtral de Gennevilliers.
Les premières activités de la troupe sont annoncées dans le quotidien La Voix populaire, et les inscriptions se font en mairie pour tous types d’activités ou d’animations en son sein. Le noyau dur comporte, autour de Bernard Sobel, Michèle Raoul-Davis et Yvon Davis (à l'assistanat et à la dramaturgie), Antoine Dutèpe (aux décors) ou encore Jacques Schmitt (aux costumes).
L’Ensemble théâtral de Gennevilliers reste amateur jusqu’au début des années 1970, où il est reconnu par le Ministère des affaires culturelles, et subventionné. Il s’appuie alors sur l’État pour payer ses artistes et quelques autres frais. Peu avant, en 1966, plusieurs aides ponctuelles avaient déjà été versées par la municipalité de Gennevilliers, et une convention est signée avec la mairie dans les années suivantes ; celle-ci s’engageait à financer une création par an, dans l’esprit d’une collaboration organique avec l’Ensemble.
En 1974 est créée la revue Théâtre/Public, conçue pour offrir un terrain de dialogue à tous les acteurs de la scène théâtrale, française et étrangère, dans l’idée de décloisonner les expériences et les points de vue. Elle est à ce titre financée par le théâtre depuis l’enveloppe allouée aux créations. Revue indépendante longtemps menée par Alain Girault, Théâtre/Public s’est aujourd'hui imposé et ce depuis plus de 45 ans comme un outil singulier, comptant parmi les plus importants à accompagner l’aventure théâtrale française et internationale. Toujours en activité, elle est actuellement dirigée par Olivier Neveux.
Lieu de création, de réflexion sur les implications de l'acte théâtral dans la cité (les premiers spectacles se jouent parfois hors de l'enceinte théâtrale), l’Ensemble Théâtral de Gennevilliers sera le tremplin de metteurs en scène de renom, comme Patrice Chéreau ou encore Bruno Bayen.
À cette activité s’ajoute en 1974 la création de l’Université populaire des Hauts-de-Seine avec la ville de Gennevilliers, ouverte le plus largement possible à l'activité des praticiens de tous horizons.
En 1977, l’Ensemble théâtral de Gennevilliers, devenu un élément moteur de la vie théâtrale en France et en Europe et un symbole de recherche et de rigueur, lance un appel auprès de l'État Français pour obtenir le statut de « centre dramatique national ». Le Théâtre de Gennevilliers devient en outre officiellement une société coopérative et participative, parfois également appelée « société coopérative ouvrière de production » en 1978.

#### Centre dramatique national
En 1981, le  ministre de la Culture, Jack Lang propose à Bernard Sobel une mission de préfiguration de centre dramatique national (CDN), mesure qui s’intègre plus largement dans une politique de relance de la décentralisation théâtrale. Le CDN est officiellement inauguré le 22 janvier 1983.
L’attribution du label est l’occasion de travaux importants, visant à améliorer la fonctionnalité du bâtiment et son affectation définitive en théâtre de création. En 1975, une seconde phase importante de travaux a lieu modifiant profondément l’aspect de la salle, avec l’installation d’un système de passerelles et de résilles métalliques sur les murs, en même temps que des gradins modulables. L’arrivée de ligne 13 du métro à Gennevilliers la même année, contribue à désenclaver le théâtre et à gagner un public plus large.
Dès la première programmation qui suit les rénovations, Bernard Sobel annonce que les deux salles seront en activité de manière alternée ou conjointe, six jours sur sept. La première saison du centre dramatique national de Gennevilliers ouvre un espace à la danse, avec la chorégraphe, performeuse et compositrice américaine Meredith Monk, ainsi que Bella Lewitzky et Steve Lacy.
Le théâtre prévoit également d’accueillir et soutenir dans ses murs le Théâtre Najtamer, dirigé par le comédien algérien Malek Eddine Kateb, qui présente des spectacles en langue arabe et assure un certain nombre d’interventions en milieu scolaire, ainsi que des veillées avec l’ensemble de la population. Un an après la fin des travaux, en 1987, le président de la République, François Mitterrand, s’invite comme spectateur à l’occasion de la mise en scène par Bernard Sobel du classique humaniste Nathan le sage, de Gotthold Ephraim Lessing.
Sobel et le collectif de travail qu'il a constitué ont assuré en un peu plus de quarante ans environ, quatre-vingt-dix mises en scène, dont plus d’une trentaine de créations en France, voire mondiales, puisant dans des répertoires très divers et révélant souvent des auteurs peu connus.
Durant la direction de Bernard Sobel, le Théâtre de Gennevilliers a accueilli, soutenu et est resté marqué par les artistes Bruno Bayen, Stéphane Braunschweig, Maria Casarès, Philippe Clévenot, Giorgio Barberio Corsetti, Richard Foreman, Marc François, Didier-Georges Gabily, Anouk Grinberg, Serge Merlin, François Tanguy, Bob Wilson… C’est en 1990 dans sa mise en scène de La Bonne Âme du Setchouan, de Bertolt Brecht, que Sandrine Bonnaire apparaît pour la première fois au théâtre, après des débuts remarqués au cinéma avec Maurice Pialat et Agnès Varda notamment.
Le Théâtre de Gennevilliers fait aujourd’hui partie des centres dramatiques nationaux majeurs qui émaillent le territoire français.

### L'art comme expérience avec Pascal Rambert
L’auteur et metteur en scène international Pascal Rambert est nommé à la tête du Théâtre de Gennevilliers en 2007. Il le transforme en centre dramatique national de création contemporaine.
Le Théâtre de Gennevilliers, nouvellement nommé par le sigle T2G (qui signifie également à ce moment-là « Théâtre deuxième génération ») devient dès lors un lieu de création dédié aux écritures contemporaines sous toutes leurs formes : théâtre, danse, musique, art contemporain, cinéma et philosophie ainsi qu'un point de rencontre, d’échanges et de débats pour le public et les artistes invités, bien au-delà du strict moment de la représentation.
Porté par une exigence d’ouverture à un large public, le théâtre ouvre ses espaces, ses répétitions propose des ateliers d'écriture hebdomadaires. On retrouve ces publics dans les spectacles, les films, les installations ou les photos des artistes invités à venir créer in situ'.
Le T2G Théâtre de Gennevilliers accueille tous les artistes majeurs de la scène française et internationale et tourne ses productions en France et à l'international. Il se définit comme un lieu où l'art est pensé comme une expérience.
La programmation se veut d’emblée pluridisciplinaire et réservée aux artistes vivants. Il se place résolument du côté d’un renouveau des esthétiques dramatiques internationales, marquées par la montée en puissance de metteurs en scène-auteurs, d’artistes proposant des gestes de création hybrides et singuliers, déclinés en autant d’univers que de créateurs. Une part belle est faite à la danse contemporaine, et Pascal Rambert lui-même collabore à de nombreuses reprises avec le chorégraphe Rachid Ouramdane, artiste associé présentant lui-même ses propres créations. Sont associés, au cours de sa direction, l’artiste photographe américaine Nan Goldin — elle réalise notamment une série de photographies qui ont servi d'affiches de saison —, les plasticiens Felice Varini et Céleste Boursier-Mougenot, la philosophe Marie-José Mondzain, ou encore le scénographe et metteur en scène Philippe Quesne.
Art contemporain, photographie, philosophie et architecture ponctuent la vie artistique du lieu, aux côtés du cinéma, déjà présent, et des écritures contemporaines. Le critique dramatique et écrivain Jean-Pierre Thibaudat collecte les témoignages des habitants de Gennevilliers, et réalise le livret intitulé Gens de Gennevilliers.
Il s’agit d’ouvrir les murs du théâtre à l’actualité esthétique internationale, et de penser l’institution comme un portail, construit en banlieue, mais ouvrant directement sur la création contemporaine la plus active, à l’égal des grandes institutions parisiennes. Il en résulte un rajeunissement assez net du public ainsi qu’une augmentation du nombre de spectateurs parisiens.

#### Aménagements et signalétique
Cet horizon d’ouverture, de passage et de visibilité accrue se concrétise aussi dans une nouvelle phase de modifications importantes des locaux du théâtre, qui concerne cette fois-ci le rez-de-chaussée et l’espace d’accueil. L’enjeu est de créer un espace convivial, ouvert à la rue, de plain-pied. Le rez-de-chaussée est aménagé à cet effet. Il se perce d’ouvertures transparentes et accueille un restaurant, sur un socle de bois clair.
Tous les nouveaux aménagements de cette partie du lieu sont réalisés par l’architecte Patrick Bouchain et son associée Nicole Concordet : investissant un espace de stockage situé au niveau de la rue, ils créent un lieu de vie pensé pour être chaleureux et simple d’accès.
Le théâtre se dote également d’une signalétique extérieure : confiée au peintre et sculpteur Daniel Buren, elle consiste en cent flèches rayées rouges et blanches installées sur le territoire de Gennevilliers, pour ponctuer les différents « chemins » qui mènent au T2G.
L’éclairage extérieur de la cage de scène situé sur le sommet du théâtre et constitué d'un énorme cube rouge a été conçu par le plasticien Yann Kersalé. L'éclairage se modifie selon l’activité du théâtre.

#### Le Festival TJCC (Très jeunes créateurs contemporains)
Chaque fin de saison, une nuée de créateurs contemporains très jeunes par le geste ou la génération investit les plateaux du T2G pour le très réputé festival TJCC, acronyme de « très jeunes créateurs contemporains ». Signées Philippe Quesne, Laurent Goumarre ou Joris Lacoste, les programmations privilégient l'exploration de tendances sans frontières, le questionnement des formes de la représentation, les passerelles entre les disciplines et l'adresse frontale au public. Le festival s'arrête au départ de Pascal Rambert et ne sera pas renouvelé sous le mandat de Daniel Jeanneteau.

### Un théâtre écosystème avec Daniel Jeanneteau
Nommé en juin 2016 par la ministre de la Culture Audrey Azoulay, Daniel Jeanneteau, scénographe, metteur en scène et précédemment directeur du Studio Théâtre de Vitry, prend ses fonctions à la tête du théâtre le 1er janvier 2017. Une des spécificités de son projet est celle d’une gouvernance et d’une programmation collégiale réunissant Daniel Jeanneteau, directeur, Juliette Wagman, directrice adjointe, et Frédérique Ehrmann, directrice des projets.
Son projet artistique se veut pluridisciplinaire, ancré sur le territoire, conjuguant à la fois une dynamique de création et de production de spectacles et des projets complémentaires et structurants, « hors plateaux ».
Autour de la programmation et de l’accueil d’artistes, des activités gratuites de natures diverses sont rassemblées comme un tout, dans un esprit de circulation des publics au sein même du théâtre et mais aussi en dehors : Ateliers libres, Comité des lecteurs, tournées de spectacles « dans la ville », projets hors-les-murs, participation au programme Adolescence et Territoire(s), etc.    
En septembre 2018, le T2G s’associe avec le chef Patrice Gelbart et son complice Stéphane Camboulive (Youpi & Voilà) pour proposer une cantine ouverte le midi et les soirs de spectacles, à partir de produits bio et locaux. Elle rassemble des publics venus des environs.
Des partenariats sont menés tout au long des saisons avec le Festival d'automne à Paris, l’Ircam-Centre Pompidou, le Metropolitan Tokyo Theatre, le Centquatre-Paris, l’Odéon-Théâtre de l’Europe, l’Espace 1789 de Saint-Ouen, le Conservatoire Edgar-Varèse de Gennevilliers, l’EMBA I galerie Edouard Manet, le Shizuka Performing Art Center, etc.
Le T2G édite Revue Incise, qui paraît chaque début de saison en septembre. La revue est dirigée par Diane Scott.
La mandature de Daniel Jeanneteau est notamment marquée par la pandémie de Covid-19 en France qui voit les établissements culturels être fermés à plusieurs reprises en 2020 et 2021.
En 2020, l'artiste Mohamed Bourouissa, voisin du théâtre, devient associé au projet autour d'une carte blanche appelée Voisinage.
En mars 2021, dans la lignée du mouvement d'occupation des théâtres en France, le T2G est occupé par les étudiants apprentis de l'École supérieure des comédiens par l'alternance d'Asnières-sur-Seine. Les étudiants logent alors sur place et rendent compte de plusieurs actes de mobilisation artistiques et politiques.

#### Les terrasses du théâtre

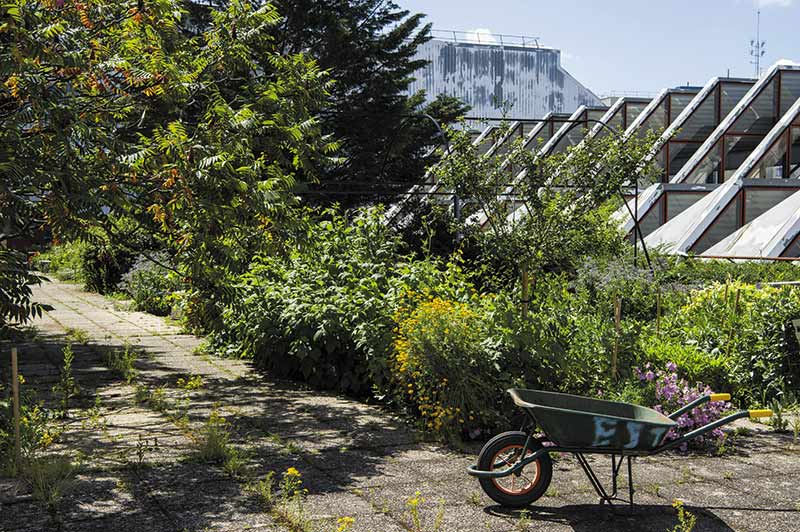
Les toits-terrasses du théâtre en 2018.

D’une superficie d’environ 2 000 m2, les toits-terrasses du théâtre accueillent un espace aménagé en jardin d’agrément ainsi qu’un potager en permaculture encerclés de petites tables, d’arbres fruitiers, d'une ruche et d’une cabane de jardinage. En s’appuyant sur les différents éléments composant les terrasses : mare, ruche, espaces arborés, le potager a vocation à assurer une production diversifiée de saison, bio et locale de légumes, petits fruits rouges, fleurs comestibles, à l’usage des activités de restauration du théâtre.
Le bâtiment devient dès lors un lieu ressource pour l'agriculture urbaine autant qu'un théâtre.

#### Les Ateliers libres du T2G
Depuis 2017, le T2G propose des Ateliers libres ouverts à tout le monde, gratuits et sans inscription. Ce sont des séances de pratique artistique menées par un artiste dont le nom est gardé secret jusqu’au soir même de l’atelier. Les participants ne savent donc pas ce qu'ils viennent y faire ni avec qui. Les ateliers ont lieu un jeudi soir sur deux tout au long de la saison, hors vacances scolaires.
Parmi les artistes de toutes les disciplines invités à conduire ces ateliers, depuis leur création, on peut noter notamment citer Valérie Dréville, Mohamed Bourouissa, Julien Prévieux, Rébecca Chaillon, Gaëlle Bourges, Valérie Mréjen, Marlène Saldana, Eva Doumbia, Latifa Laâbissi, Mehdi Meklat, Gwenaël Morin, Myriam Gourfink, Denis Podalydès, Anne Alvaro, Nacera Belaza, Brontis Jodorowsky.

### Chronologie des directions
| Années      | Direction                                                    |
| ----------- | ------------------------------------------------------------ |
| 1963-2007   | Bernard Sobel                                                |
| 2007-2017   | Pascal Rambert                                               |
| Depuis 2017 | Daniel Jeanneteau avec Juliette Wagman et Frédérique Ehrmann |

## Programmation depuis 2010

### Saison 2010-2011[24]
- [Cycle de saison écritures contemporaines] Artistes invités : Nan Goldin / Christophe Honoré / Rodrigo Garcia / Ryoji Ikeda
- Armide - Jean-Baptiste Lully / Antoine Plante / Pascal Rambert
- Hot Pepper, Air Conditioner and the Farewell Speech - Toshiki Okada / dans le cadre du Festival d'automne à Paris
- We are the Undamaged Others - Toshiki Okada / dans le cadre du Festival d'automne à Paris
- C'est comme ça et me faites pas chier - Rodrigo Garcia / dans le cadre du Festival d'automne à Paris
- Test Pattern [n°3]  - Ryoji Ikeda
- Esse que quelqu'un sait où on peut baiser ce soir ? J'ai répondu au bois - Eric Da Silva
- Les Maîtres Contemporains (une histoire du théâtre) - Patrice Chéreau / Claude Régy / Bernard Sobel / Jean-Pierre Vincent
- L'avenir, seulement - Mathieu Bertholet
- Le musée de la mer - Marie Darrieusecq / Arthur Nauzyciel
- Momo - Pascal Dusapin / André Wilms
- L'indestructible Madame Richard Wagner - Christophe Fiat
- 16 ans - Pascal Rambert
- Obvie / Lanx / Nixe / Obtus & Knockin' on Heaven's door - Cindy Van Acker / Pascal Rambert
- Nos images · Publique - Mathilde Monnier
- [Festival TJCC Très jeunes créateurs contemporains]

### Saison 2011-2012[24]
- Clôture de l'amour - Pascal Rambert
- Le vrai spectacle - Joris Lacoste / dans le cadre du Festival d'automne à Paris
- Castor & Pollux - Cécilia Bengolea / François Chaignaud / dans le cadre du Festival d'automne à Paris
- Onzième - Théâtre du Radeau / dans le cadre du Festival d'automne à Paris
- Tout est bruit pour qui a peur - Hubert Colas / dans le cadre du Festival d'automne à Paris
- Une lente mastication - Myriam Gourfink
- Thanks to my eyes - Oscar Bianchi / Joël Pommerat
- [Cycle Programme ReGen] - Les Chiens de Navarre / Irmar / Das Plateau
- [Festival TJCC Très jeunes créateurs contemporains]

### Saison 2012-2013[24]
- Ich Schau dir in ie Augen, gesellschaftlicher Verblendungzusammenhang ! - René Pollesch / dans le cadre du Festival d'automne à Paris
- UNTITLED FEMINIST SHOW - Young Jean Lee / dans le cadre du Festival d'automne à Paris
- WE'RE GONNA DIE (récital) - Young Jean Lee / dans le cadre du Festival d'automne à Paris
- [Cycle Jan Fabre (4 solos)] Drugs kept Me Alive / l'Empereur de la perte / Etant donnés / Preparatio Mortis - Jan Fabre
- Les Trois sœurs version Androïde - Oriza Hirata / dans le cadre du Festival d'automne à Paris
- Sayonara ver.2 - Oriza Hirata / dans le cadre du Festival d'automne à Paris
- Muerte y reencarnacion en un cowboy - Rodrigo Garcia
- Conte d'amour - Markus Örhn
- Memento Mori - Pascal Rambert / Yves Godin
- Films de monstres japonais (daikaiju eiga) - Christophe Fiat
- Anamorphosis - Philippe Quesne
- [Festival TJCC Très jeunes créateurs contemporains]
- Aliados - Sébastien Riva / Antoine Gindt

### Saison 2013-2014[24]
- Hannibal - Christian Dietrich Grabbe / Bernard Sobel
- Current location - Toshiki Okada / dans le cadre du Festival d'automne à Paris
- Swamp Club - Philippe Quesne / dans le cadre du Festival d'automne à Paris
- Avignon à vie - Pascal Rambert / Denis Podalydès
- Memento Mori - Pascal Rambert / Yves Godin
- La mouette - Anton Tchekhov / Arthur Nauzyciel
- Rabah Robert, touche ailleurs que là où tu es né - Lazare
- Trois hommes vers - Valérie Mréjen
- [Cycle "New-York in Gennevilliers PS122"] - Christina Masciotti / Richard Maxwell / Tina Satter / Half Straddle / okwui Okpokwasili
- [Festival TJCC Très jeunes créateurs contemporains]
- [Cycle ManiFeste-2014]  / avec l'Ircam-Centre Pompidou

### Saison 2014-2015[24]
- Passim - Théâtre du radeau / dans le cadre du Festival d'automne à Paris
- Boomerang ou le retour à soi - Claudia Triozzi / dans le cadre du Festival d'automne à Paris
- Inventer de nouvelles erreurs - Grand magasin / dans le cadre du Festival d'automne à Paris
- Répétition - Pascal Rambert / dans le cadre du Festival d'automne à Paris
- Le pouvoir des folies théâtrales - Jan Fabre
- Place du marché 76 - Jan Lauwers & Needcompany
- En classe - Julie Nioche et A.I.M.E
- [Festival TJCC Très jeunes créateurs contemporains]

### Saison 2015-2016[24]
- Suite n°2 - L'Encyclopédie de la parole / Joris Lacoste / dans le cadre du Festival d'automne à Paris
- The Last Supper - Ahmed El Attar / dans le cadre du Festival d'automne à Paris
- Die Weise Von Liebe und Tod des Cornets Christoph Rilke - Anne Teresa De Keersmaeker / dans le cadre du Festival d'automne à Paris
- [Cycle "New-York Express PS122"] YOUARENOWHERE - Andrew Schneider / Thank You For Coming: Attendance - Faye Driscoll / Yesterday Tomorrow' - Annie Dorsen / dans le cadre du Festival d'automne à Paris
- La dimora del lampo - Silvia Costa / dans le cadre du Festival d'automne à Paris
- Argument - Pascal Rambert
- De mes propres mains - Pascal Rambert
- [Cycle ETHICA Romeo Castelucci] Tableau I Natura e Origine della mente / Tableau II La potenza dell'intelletto, ossia della libertà umana
- Quello che di più grande l'uomo ha realizzato sulla terra - Silvia Costa
- Ensemble intercontemporain Giordano Bruno - Francesco Filidei / Antoine Gindt
- [Trilogie Markus Öhrn] Conte d'amour / We Love Africa and Africa Love Us / Bis Zum Tod
- [Festival TJCC Très jeunes créateurs contemporains]

### Saison 2016-2017[24]
- [Cycle Pascal Rambert] La clausura del amor / Prova / Clôture de l'amour / Répétition - Pascal Rambert
- Time's Journey Through a Room - Toshiki Okada / dans le cadre du Festival d'automne à Paris
- + 51 Aviacion San Borja - Yudai Kamisato / dans le cadre du Festival d'automne à Paris
- Les Corbeaux - Bouchra Ouizguen / dans le cadre du Festival d'automne à Paris
- Gens de Séoul 1909 et Gens de Séoul 1919  - Oriza Hirata / dans le cadre du Festival d'automne à Paris
- Un Matin - Clémentine Baert
- Amas - Myriam Gourfink
- Les Sidérées - Lena Paugam
- Tristan - Éric Vigner
- La Beauté intérieure, L'Humanité  - Thomas Bouvet
- Alors est-ce que c'est là ? - Clémentine Baert
- [Cycle "Italiani a Parigi"] Isolotto - Virgilio Sieni / 10 miniballetti - Collectiv0 Cinetic0 / Sleep Technique - Dewey Dell

### Saison 2017-2018[24]
- Mon corps parle tout seul - Daniele Ghisi / Daniel Jeanneteau / Yoann Thommerel / installation-performance
- Rebonds et artifices - concert d'Alexander Schubert  Iannis Xenakis / Enno Poppe / Tolga Tüzün
- Les Aveugles - Maurice Maeterlinck / Daniel Jeanneteau
- Le Pas de Bême - Théâtre déplié / Adrien Béal
- Les Batteurs - Théâtre déplié / Adrien Béal / Fanny Descazeaux
- Dança Doente - Marcelo Evelin / dans le cadre du Festival d'automne à Paris
- Price - Steve Tesich / Rodolphe Dana
- Blablabla - Conception L'Encyclopédie de la parole / Emmanuelle Lafon / Joris Lacoste / dans le cadre du Festival d'automne à Paris
- Impatience - Festival du théâtre émergent, 9ème édition - en partenariat avec Télérama, le Centquatre-Paris et La Gaîté Lyrique
- 1993 - Aurélien Bellanger / Julien Gosselin
- Sonneurs - Erwan Keravec
- Pauvreté, Richesse, Homme et Bête - Hans Henny Jahnn / Pascal Kirsch
- Nous sommes repus mais pas repentis (Déjeuner chez Wittgenstein - d'après Thomas Bernhard / Séverine Chavrier
- La Ménagerie de Verre - Tennessee Williams / Daniel Jeanneteau
- D'après une histoire vraie - Christian Rizzo
- Longueur d'ondes - Bérangère Vantusso / Paul Cox
- Le chat n'a que faire des souris mortes - Philippe Dorlin / Sylviane Fortuny
- Iliade - d'après Homère / Daniel Jeanneteau

### Saison 2018-2019[24]
- The Dark Master - Kuro Tanino / dans le cadre du Festival d'automne à Paris et de Japonismes 2018
- Avidya, l'auberge de l'obscurité - Kuro Tanino / dans le cadre du Festival d'automne à Paris et de Japonismes 2018
- Un fils formidable - Shû Matsui
- Perdu connaissance - Théâtre déplié / Adrien Béal
- Wareware no moromoro (nos histoires…) - Hideto Iwaï / dans le cadre du Festival d'automne à Paris et de Japonismes 2018
- Impatience - Festival du théâtre émergent, 10ème édition - en partenariat avec Télérama, le Centquatre-Paris et le Jeune Théâtre National
- Tristesse et joie dans la vie des girafes - Thomas Quillardet / dans le cadre du Festival d'automne à Paris et de Japonismes 2018
- La Source des Saints - John Millington Synge / Michel Cerda
- Des espaces affectifs - une proposition de Loraine Baud / Simon Nicaise et Simon Ripoll-Hurier pour *DUUU radio
- Longueur d'ondes - Bérangère Vantusso / Paul Cox
- Les Bacchantes - Euripide / Bernard Sobel
- Couac - Alain Michard
- Iphigénie - Jean Racine / Chloé Dabert
- Je m'appelle Ismaël - Lazare
- Witch Noises - Latifa Laâbissi
- Méduse - Collectif Les Bâtards dorés
- Jukebox 'Gennevilliers' - Conception L'Encyclopédie de la parole / Élise Simonet / Joris Lacoste
- Bal Jazz - Wayne Barbaste
- Error (The pianist) - Georgia Spiropoulos

### Saison 2019-2020[24]
- [Sur les bords #1, week-end de performances] - Antonia Baehr / Latifa Laâbissi / Mette Edvardsen / Matteo Fargion / Marcus Lindeen / Ariane Loze / Mathilde Maillard / Dominique Petitgand / Julien Prévieux / Vincent Thomasset / *DUUU radio / dans le cadre du Festival d'automne à Paris
- Reconstitution : Le procès de Bobigny - Émilie Rousset / Maya Boquet / dans le cadre du Festival d'automne à Paris
- Place - Tamara Al Saadi
- Carrousel - Vincent Thomasset / dans le cadre du Festival d'automne à Paris
- Les heures creuses - Dominique Petitgand
- Item - Théâtre du radeau / François Tanguy
- [Sur les bords #2, week-end de performances]  - Alice / Éric Baudelaire / Valérie Castan / Pamina de Coulon / Marion Duval / Luca Depietri / Célia Gondol / Olivia Hernaïz / Ka(ra)mi / Tino Sehgal
- Le reste vous le connaissez par le cinéma - Martin Crimp / Daniel Jeanneteau
- Le bain - Gaëlle Bourges
- Fúria - Lia Rodrigues
- Liberté à Brême - Rainer Werner Fassbinder / Cédric Gourmelon
- La Faculté des rêves - Sara Stridsberg / Christophe Rauck
- Love is in the hair - Laëtitia Ajanohun / Jean-François Auguste
- Rémi - Hector Malot / Jonathan Capdevielle
- Spectacle du programme Adolescence et Territoire(s) - Mickaël Phelippeau
- Romances inciertos, un autre Orlando - Nino Laisné / François Chaignaud

### Saison 2020-2021[24]
- [Cycle ManiFeste-2020]  / avec l'Ircam-Centre Pompidou
- Jukebox 'Gennevilliers' - Conception L'Encyclopédie de la parole / Élise Simonet / Joris Lacoste / dans le cadre du Festival d'automne à Paris
- Suite n°1 (redux) - L'Encyclopédie de la parole / dans le cadre du Festival d'automne à Paris
- L'aventure invisible - Marcus Lindeen / dans le cadre du Festival d'automne à Paris
- Romances inciertos, un autre Orlando - Nino Laisné / François Chaignaud (report de la saison précédente)
- [Cycle Sous le dôme ambisonique] / avec l'Ircam-Centre Pompidou
- Love is in the hair - Laëtitia Ajanohun / Jean-François Auguste (report de la saison précédente)
- Rémi - Hector Malot / Jonathan Capdevielle (report de la saison précédente)
- mauvaise - debbie tucker green / Sébastien Derrey
- Sur la voie royale - Elfriede Jelinek / Ludovic Lagarde
- Rituel 4 : Le Grand débat - Émilie Rousset / Maya Boquet
- [Sur les bords #4, week-end de performances]
- Toute la vérité - Adrien Béal / Théâtre déplié
- Death Breath Orchestra - Alice Laloy
- Liberté à Brême - Rainer Werner Fassbinder / Cédric Gourmelon (report de la saison précédente)
- Décris-ravage - Adeline Rosenstein
- La beauté du geste - Olivier Saccomano / Nathalie Garraud
- _jeanne_dark_ - Marion Siéfert
- Et la terre se transmet comme la langue - Mahmoud Darwich / Stéphanie Béghain / Marc Pérennés / Olivier Derrousseau
- Aguets - Daniel Jeanneteau

## Accès
Le T2G Théâtre de Gennevilliers se situe 41, avenue des Grésillons à Gennevilliers.
Il est accessible par la station de métro Gabriel Péri de la ligne 13 du métro de Paris.
Certains soirs, après les représentations, une navette gratuite raccompagne les spectateurs vers Paris. Les arrêts desservis sont Place de Clichy, Saint-Lazare, Opéra, Châtelet et République.